# Copa de Competencia «La Nación» 1914
La Copa de Competencia «La Nación» 1914, fue la segunda edición  de este campeonato, llamado también Concurso por Eliminación. Se trató de un torneo oficial no regular organizado por la Federación Argentina de Football, entidad disidente, reconocido con posterioridad. 
La modalidad de disputa fue por eliminación directa, en partido único, y participaron todos los equipos de primera y segunda división. El trofeo con el que se premiaba al ganador fue donado por las autoridades del diario La Nación, motivo por el cual lleva su nombre.
El ganador fue el Club Atlético Independiente, tras la desafiliación de Argentino de Quilmes, y consiguió así su primer título nacional de la historia, sin contar la Copa Competencia Adolfo Bullrich de 1909 que era disputada únicamente por equipos de segunda división.

## Equipos participantes

### Primera División
| Porteño              | Estudiantes de La Plata | Independiente | Kimberley |
| GEBA                 | Hispano Argentino       | Atlanta       | Floresta  |
| Argentino de Quilmes |                         |               |           |

### Categorías inferiores
| All Boys               | Alumni de Olivos | Argentino de Avellaneda | Argentino de Núñez     |
| Argentinos Juniors     | Atlas            | Burzaco                 | Carapachay             |
| Defensores de Belgrano | Federal          | General Belgrano (LP)   | Gimnasia y Esgrima (B) |
| Juventud del Tigre     | Lanús United     | Sportivo Suizo          | Universitarios         |
| Vélez Sarsfield        |                  |                         |                        |

## Treintaidosavos de final
Participaron de ella cuatro clubes que no eran parte de la Primera División.
| Fecha | Equipo 1                | Resultado | Equipo 2               |
| ----- | ----------------------- | --------- | ---------------------- |
|       | Argentino de Avellaneda | 2-1       | Defensores de Belgrano |
|       | Carapachay              | 3-1       | Sportivo Suizo         |

## Dieciseisavos de final
A los 2 vencedores de treintaidosavos de final se les sumaron los restantes 10 equipos de categorías inferiores y 4 de Primera División.
| Fecha | Equipo 1               | Resultado | Equipo 2                |
| ----- | ---------------------- | --------- | ----------------------- |
|       | All Boys               | 3-3       | Atlas                   |
|       | Alumni de Olivos       | w.o.      | Argentino de Núñez      |
|       | Argentino de Quilmes   | 6-0       | Argentino de Avellaneda |
|       | Burzaco                | w.o.      | Federal                 |
|       | Estudiantes (LP)       | 0-1       | General Belgrano (LP)   |
|       | Floresta               | 1-1       | Carapachay              |
|       | Gimnasia y Esgrima (B) | 3-1       | Universitarios          |
|       | Porteño                | 8-1       | Argentinos Juniors      |

### Desempates
Dos partidos tuvieron que repetirse porque en primera instancia terminaron en empate, tras el tiempo suplementario. No existían aún métodos de desempate.
| Fecha | Equipo 1 | Resultado | Equipo 2   |
| ----- | -------- | --------- | ---------- |
|       | All Boys | 3-0       | Atlas      |
|       | Floresta | 1-2       | Carapachay |

## Octavos de final
A los 8 ganadores de dieciseisavos de final se le sumaron los 8 equipos restantes de Primera División.
| Fecha      | Equipo 1             | Resultado | Equipo 2               |
| ---------- | -------------------- | --------- | ---------------------- |
| 3 de mayo  | Atlanta              | 1-2       | All Boys               |
| 3 de mayo  | GEBA                 | 0-1       | Burzaco                |
| 3 de mayo  | Hispano Argentino    | 1-0       | Vélez Sarsfield        |
| 3 de mayo  | Independiente        | 2-1       | Lanús United           |
| 3 de mayo  | Juventud del Tigre   | 9-0       | Gimnasia y Esgrima (B) |
| 3 de mayo  | Kimberley            | 2-0       | Alumni de Olivos       |
| 10 de mayo | Argentino de Quilmes | 2-0       | General Belgrano (LP)  |
| 10 de mayo | Carapachay           | 0-3       | Porteño                |

## Cuartos de final
Se disputaron entre el 10 de mayo y el 12 de mayo, en distintas sedes. Los ganadores clasificaron a las semifinales.
| Fecha      | Equipo 1           | Resultado | Equipo 2             |
| ---------- | ------------------ | --------- | -------------------- |
| 10 de mayo | All Boys           | 3-3       | Independiente        |
| 10 de mayo | Kimberley          | 4-2       | Hispano Argentino    |
| 10 de mayo | Juventud del Tigre | 1-2       | Burzaco              |
| 12 de mayo | Porteño            | 1-3       | Argentino de Quilmes |

### Desempate
| Fecha | Equipo 1 | Resultado | Equipo 2      |
| ----- | -------- | --------- | ------------- |
|       | All Boys | 1-6       | Independiente |

## Semifinales
Se enfrentaron los 4 ganadores de cuartos de final.
| Fecha | Equipo 1      | Resultado | Equipo 2             |
| ----- | ------------- | --------- | -------------------- |
|       | Burzaco       | 0-3       | Argentino de Quilmes |
|       | Independiente | 1-0       | Kimberley            |

## Final
Antes de disputarse el encuentro, Argentino de Quilmes decidió desafiliarse de la FAF el 26 de septiembre de 1914 y unirse a la AAF. Como consecuencia, la final nunca se disputó y la FAF declaró campeón a Independiente.
| Fecha | Equipo 1      | Resultado | Equipo 2             |
| ----- | ------------- | --------- | -------------------- |
|       | Independiente | w.o.      | Argentino de Quilmes |

| Campeón Independiente 1.er título |